# Théâtre du Lamparo
Le Théâtre du Lamparo a été créé en 1987 à l'initiative de Sylvie Caillaud et de Bernard Martin qui œuvraient déjà ensemble au sein du Théâtre du Nain jaune.
Basée en plein centre de la France, à Argenton-sur-Creuse, la compagnie s'est dotée en 2001 d'un chapiteau et travaille sous forme de résidences, en utilisant cet outil comme pôle culturel itinérant de création et de diffusion. Avec son chapiteau, la compagnie souhaite instaurer un rapport aux gens plus qu'au public. S'installer pour quelque temps au milieu d'eux, partager un lieu de vie, partager des spectacles, échanger, rencontrer.

## Quelques spectacles
- Exercices de tolérance d'Abdellatif Laâbi (Tours, 1992)
- Voyage avec un âne dans les Cevennes (1996)
- La Courroie (1998)
- Le Vent du Dibbouk (2000)
- Le désert des Bâtards (1997)
- Cabaret Pirate (1999)
- Cherche Femmes (2002)
- L'Île des mouches
- Soirée chansonnière
- Pastis cacahuètes
- Le Neveu de Rameau (2002)
- Le Naufrage du Titanic de Hans Magnus Enzensberger (2004)
- La Visite du château (2005)
- Lettres au fils de Vassili Grossman (2006)
- Les chemins du Kolobok de Sylvie Caillaud (2009)